# Maurice Lœwy
Maurice Lœwy, en ocasiones citado como Moritz (15 de abril de 1833-15 de octubre de 1907), fue un astrónomo francés, coautor en 1910 de un influyente Atlas Fotográfico de la Luna. 

## Biografía

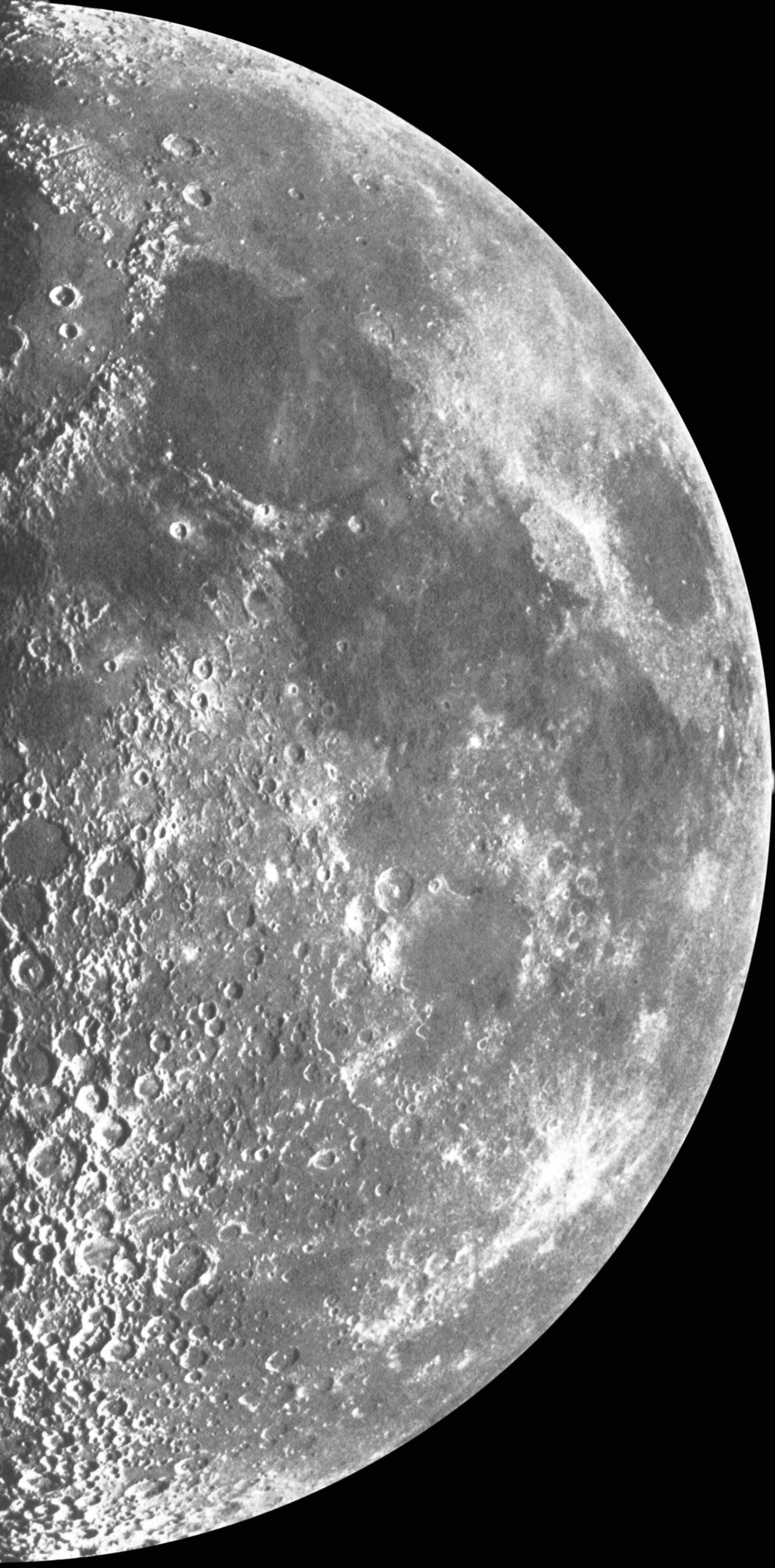
Foto de la luna por Loewy & Puiseux

Lœwy nació en Mariánské Lázne (Marienbad), actualmente en la República Checa, pero sus padres, de origen judío, se mudaron a Viena en 1841 para escapar al clima antisemita de su ciudad natal. Lœwy se convirtió en asistente en el Observatorio de Viena, trabajando sobre mecánica celeste. No obstante, las instituciones de Austria Hungría no permitían a los judíos la obtención de puestos de entidad si no renunciaban a su fe y se convertían al católicismo. Karl Littrow, director del observatorio por entonces y correspondiente regular de Urbano Le Verrier, director del Observatorio de París, consiguió proporcionar a Lœwy una plaza en París en 1860, donde se naturalizó francés en 1863.
El trabajo de Lœwy estuvo principalmente dedicado a las órbitas de los asteroides y de los cometas, así como a la medición de longitudes geográficas. Trabajó igualmente en el campo de la óptica, así como en la corrección de la aberración de la luz.
Fue elegido miembro del Bureau des Longitudes en 1872 y de la Academia de Ciencias de Francia en 1873.
Nombrado director del Observatorio de París en 1897, reorganizó la institución, creando un departamento de astrofísica. Durante más de diez años colaboró con Pierre Puiseux en la creación de un atlas lunar, compuesto por cerca de 10 000 fotografías, L’Atlas photographique de la Lune (1910), que serviría de base de la selenografía durante medio siglo. Así mismo, participó activamente en el ambicioso proyecto internacional para fotografiar la totalidad del firmamento, la Carte du Ciel.
En 1872 propuso una nueva forma de montura ecuatorial para los telescopios, que tomará posteriormente el nombre de coudé y cuyos siete modelos han sido utilizados después en todo el mundo. Fue el gran telescopio ecuatorial coudé instalado en el Observatorio de París el que sirvió para confeccionar el Atlas fotográfico de la Luna.
Murió de una parada cardíaca en París en 1907, en el Ministerio de Instrucción Pública durante una sesión del Consejo de los Observatorios.

## Reconocimientos
- Recibió la Medalla de Oro de la Real Sociedad Astronómica en 1889.

## Eponimia
- El cráter lunar Loewy lleva este nombre en su memoria,[1] y el asteroide (253) Mathilde se piensa que lleva el nombre de su esposa.